# Fire (U2)
Fire is een nummer van de Ierse band U2.
Het nummer werd uitgebracht in juni 1981. Op de single staat ook het nummer J. Swallo. Fire werd eind april opgenomen tijdens hun tour door de Verenigde Staten in de studio van Chris Blackwell in Nassau op de Bahama's.
Het nummer verscheen ook op het album October.
Fire werd voor de eerste keer live gespeeld in Toad's Place in New Haven, Connecticut op 27 mei 1981.
Door dit nummer kreeg U2 hun eerste notering in de Britse hitlijsten, het nummer behaalde de 35e plek.
Fire stond niet lang op de setlist van U2, het werd voor het laatst ten gehore gebracht op 26 februari 1983 in Dundee tijdens het begin van de War tour.
Bono · The Edge · Adam Clayton · Larry Mullen jr.